# Jiří Voskovec

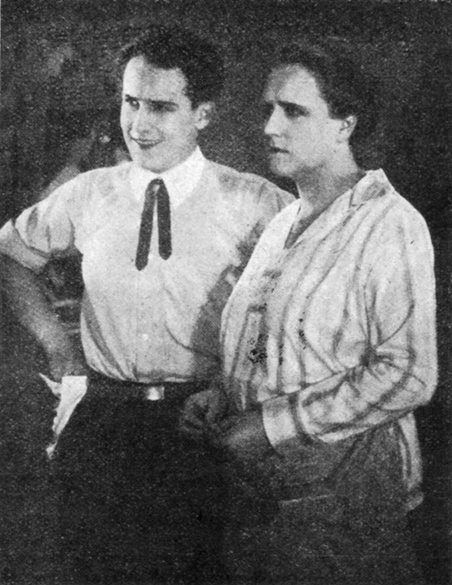
Jiri Voskovec (l.) 1926 mit Božena Svobodová im tschechischen Stummfilm Pohadka maje

Jiří Voskovec (* 19. Juni 1905 in Sasau, Böhmen, Österreich-Ungarn als Jiří Wachsmann, später in den Vereinigten Staaten George Voskovec; † 1. Juli 1981 in Pearblossom, Kalifornien) war ein tschechischer Schauspieler und Schriftsteller.

## Leben
Sein Urgroßvater war Adolf Maria Pinkas. Voskovec, wie die bohemisierte Form seines Nachnamens Wachsmann lautet, studierte in Prag und Dijon. 1925 gründete er zusammen mit dem Schauspieler und Dramaturgen Jan Werich das Osvobozené divadlo, ein Avantgarde-Theater, das sich mit komischen Mitteln mit politischen und sozialen Problemen befasste. Gemeinsam mit Werich bildete er ein Autorenteam, das unter der Abkürzung V&W legendär wurde. Gemeinsam drehten sie auch Kinofilme. Da das Osvobozené divadlo explizit antifaschistisch war, mussten Voskovec, Werich und der Kapellmeister Jaroslav Ježek das Theater infolge der Unterzeichnung des Münchner Abkommens 1938 schließen, und flohen im Januar 1939 in die Vereinigten Staaten. 
Voskovec begann anschließend unter dem amerikanisierten Namen George Voskovec in New York City am Broadway und an anderen Theaterspielstätten aufzutreten. Nach dem Ende des Zweiten Weltkrieges kehrte er 1946 nur noch einmal kurz in die Tschechoslowakei zurück. Daraufhin lebte er zwei Jahre in Frankreich, um danach wieder in die Vereinigten Staaten zu ziehen. Dort wurde er elf Monate wegen Verdachts auf kommunistische Sympathien auf Ellis Island interniert, ehe er wieder als Schauspieler zu arbeiten begann.
Ab 1952 begann er auch für amerikanische Filme vor der Kamera zu stehen, dabei wurde er in Nebenrollen oft als europäischer Ausländer besetzt. Seine heute wahrscheinlich bekannteste Filmrolle ist die des Geschworenen Nummer 11 (in der deutschen Synchronisation ein Schweizer, gesprochen von Bernhard Wicki) im Justizdrama Die zwölf Geschworenen. Weitere Filmrollen hatte er etwa neben Gregory Peck im Western Bravados, in dem Kalter-Krieg-Thriller Der Spion, der aus der Kälte kam und neben Christopher Reeve in dem Liebesdrama Ein tödlicher Traum. Zudem übernahm er verschiedene Gastauftritte in Fernsehserien und hatte gegen Ende seines Lebens auch eine der Hauptrollen in der Serie Nero Wolfe als schweizerischer Koch Fritz Brenner. Insgesamt umfasst sein filmisches Schaffen zwischen 1926 und seinem Tod annähernd 90 Film- und Fernsehproduktionen.
Voskovec führte seine erste Ehe bis 1945 mit Madelaine Main, noch im Jahr der Scheidung heiratete er Anne Gerlette, mit der er zwei Töchter adoptiert hatte. Die Ehe hielt bis Annes Tod im Jahre 1958. 1961 heiratete er Christine McKeown, mit der er bis zu seinem Tod im Juli 1981 verheiratet war. Er ist bestattet auf dem Olšany-Friedhof in Prag.
Der Asteroid (2418) Voskovec-Werich wurde nach ihm und Jan Werich benannt.

## Filmografie (Auswahl)
- 1926: Pohádka máje
- 1934: Hej-Rup! (Zusammenarbeit mit Jan Werich)
- 1937: Svět patří nám (Zusammenarbeit mit Jan Werich)
- 1952: Anything Can Happen
- 1952: Affäre in Trinidad (Affair in Trinidad)
- 1952: Im Banne des Teufels (The Iron Mistress)
- 1957: Die zwölf Geschworenen (12 Angry Men)
- 1957: Der 27. Tag (The 27th Day)
- 1957: Uncle Vanya
- 1958: Bravados (The Bravados)
- 1958: Sumpf unter den Füßen (Wind Across the Everglades)
- 1960: Telefon Butterfield 8 (BUtterfield 8)
- 1961/1962: Gnadenlose Stadt (Naked City, Fernsehserie, 2 Folgen)
- 1961/1963: Die Unbestechlichen (The Untouchables, Fernsehserie, 2 Folgen)
- 1962/1964: Preston & Preston (The Defenders, Fernsehserie, 2 Folgen)
- 1964: Auf der Flucht (The Fugitive, Fernsehserie, 1 Folge)
- 1964: Richard Burton’s Hamlet
- 1965: Der Spion, der aus der Kälte kam (The Spy Who Came in from the Cold)
- 1966: Gesicht ohne Namen (Mister Buddwing)
- 1966–1972: FBI (The F.B.I., Fernsehserie, 3 Folgen)
- 1967: Flucht aus der Taiga (The Desperate Ones)
- 1968: Tennisschläger und Kanonen (I Spy, Fernsehserie, 1 Folge)
- 1968: Der Frauenmörder von Boston (The Boston Strangler)
- 1971: Mannix (Fernsehserie, 1 Folge)
- 1972: Kobra, übernehmen Sie (Mission: Impossible, Fernsehserie, 1 Folge)
- 1972: Die Straßen von San Francisco (The Streets of San Francisco, Fernsehserie, 1 Folge)
- 1973: The Iceman Cometh
- 1973/1974: Hawaii Fünf-Null (Hawaii Five-O, Fernsehserie, 2 Folgen)
- 1974: Der Mann auf der Schaukel (Man on a Swing)
- 1976: Die Zwei mit dem Dreh (Switch, Fernsehserie, 1 Folge)
- 1978: Eines Tages in Galiläa (The Nativity, Fernsehfilm)
- 1979: Roots – Die nächsten Generationen (Miniserie, eine Folge)
- 1980: Skag (Fernsehserie, 6 Folgen)
- 1980: Ein tödlicher Traum (Somewhere in Time)
- 1981: Nero Wolfe (Fernsehserie, 14 Folgen)
- 1982: Die Ballade vom Banditen Barbarosa (Barbarosa)